# Arnd Peiffer
Arnd Peiffer (* 18. März 1987 in Wolfenbüttel) ist ein ehemaliger deutscher Biathlet. Seine größten Erfolge waren die Siege bei den Olympischen Winterspielen 2018 und den Biathlon-Weltmeisterschaften 2011 jeweils im Sprint sowie bei den Weltmeisterschaften 2019 im Einzel über 20 Kilometer. In Staffelrennen gewann er drei weitere Goldmedaillen bei Weltmeisterschaften sowie die Silbermedaille bei den Winterspielen 2014 und die Bronzemedaille bei den Winterspielen 2018.

## Leben

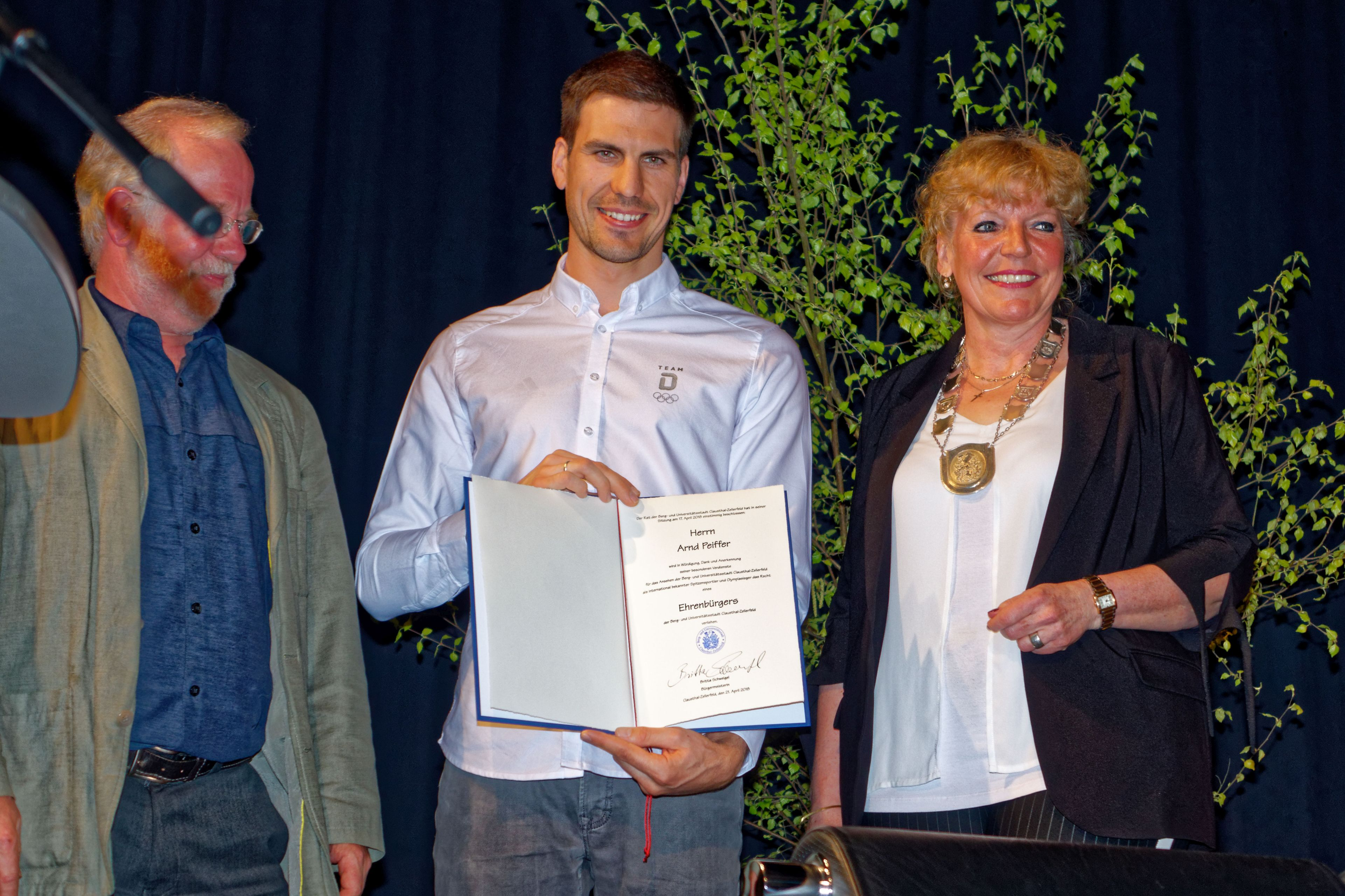
Verleihung der Ehrenbürgerschaft am 21. April 2018

Arnd Peiffer kommt aus Clausthal-Zellerfeld und startete für den dortigen Wintersportverein (WSV). Er schloss 2006 die Robert-Koch-Schule mit dem Abitur ab und besuchte ab August 2007 die Bundespolizeisportschule Bad Endorf. Währenddessen machte er von 2007 bis 2011 die Ausbildung zum Polizeivollzugsbeamten bei der Bundespolizei. Mit Beginn des Wintersemesters 2008/09 nahm Peiffer ein Studium zum Wirtschaftsingenieur an der Technischen Universität Clausthal auf, blieb aber nach wie vor bei der Bundespolizei.
Seit 2018 ist er Ehrenbürger von Clausthal-Zellerfeld. Peiffer lebt in Holzkirchen in Oberbayern (Stand: 2018).

## Karriere

### Anfänge
Den ersten internationalen Auftritt hatte Arnd Peiffer im Dezember 2007, als er beim Europacup der Junioren im Einzel den fünfzehnten Platz belegte und schon beim darauffolgenden Sprint seinen ersten Sieg einfahren konnte. Im Januar 2008 gelang ihm in Langdorf-Arbersee ein weiterer Sprintsieg. Der Höhepunkt der Saison wurden für ihn die Juniorenweltmeisterschaften in Ruhpolding, bei denen er zwei Bronzemedaillen gewinnen konnte, im Sprint hinter Anton Schipulin und Florian Graf und mit der Staffel in der Besetzung Simon Schempp, Manuel Müller, Arnd Peiffer und Florian Graf. Zum Ende der Saison erhielt er die ersten Einsätze im Europacup und konnte sich in Cesana (San Sicario) als Neunter im Sprint und als Siebter in der Verfolgung gleich zwei Top-Ten-Ergebnisse sichern.

### Erste Weltcupsaison (Saison 2008/09)
In der Saison 2008/09 wurde Peiffer im Nationalmannschafts-B-Kader in der Lehrgangsgruppe Ib eingestuft und im IBU-Cup eingesetzt. Schon bei der ersten Station in Idre schaffte er im Sprint einen vierten Rang und konnte in Obertilliach bei der zweiten Veranstaltung im IBU-Cup ebenfalls im Sprint als Dritter seinen ersten Podestplatz feiern. Das gleiche Ergebnis in Martell und ein vierter Platz in der anschließenden Verfolgung sicherten ihm die zwischenzeitliche Führung in der Gesamtwertung des IBU-Cups vor Daniel Böhm. Am 8. Januar 2009 debütierte er als Mitglied der deutschen 4 × 7,5-km-Staffel in Oberhof im Weltcup. Als vorletzter Läufer übernahm er an dritter Stelle liegend von Michael Rösch und konnte mit einer starken Laufleistung und zwei fehlerfreien Schießeinlagen die Führung übernehmen. Toni Lang als Schlussläufer konnte das Tempo der Österreicher und Russen nicht ganz mitgehen und führte die Staffel nach Michael Greis’ Strafrunde im ersten Abschnitt auf Platz drei und Peiffer damit bei seinem ersten Weltcup-Einsatz aufs Podium. Dieser dritte Platz wurde später zu Platz zwei korrigiert, nachdem die russische Staffel wegen Jaroschenkos Dopingvergehen disqualifiziert wurde. Zwei Tage später bei seinem ersten Einzeleinsatz im Sprintrennen wurde er Achter und erfüllte damit die Qualifikationsnorm für die Weltmeisterschaften. Bei seinem ersten Einsatz in Pyeongchang erreichte Peiffer mit Andrea Henkel, Simone Hauswald und Schlussläufer Michael Greis den Bronzeplatz mit der Mixed-Staffel. Dabei lief er von allen Männern die zweitschnellste Runde nach Ole Einar Bjørndalen. Auch bei seinem zweiten Start in Südkorea gewann er eine Bronzemedaille mit Rösch, Christoph Stephan und Greis in der Männerstaffel. Peiffer benötigte nur eine Nachladepatrone und war zudem schnellster Läufer auf der dritten Runde. Bei der letzten Weltcup-Station der Saison in Chanty-Mansijsk gelang Peiffer im Sprint sein erster Sieg in einem Weltcup-Rennen. Mit der zweitbesten Laufleistung und einem fehlerfreien Schießen setzte er sich überlegen gegen die Weltelite durch.

### Erste Olympische Spiele (Saison 2009/10)
Peiffer gehörte ab Saisonbeginn des Biathlon-Weltcups 2009/10 zu den fest nominierten Startern der deutschen Mannschaft im Weltcup. Er erfüllte neben Michael Greis als erster die Nominierungskriterien für die Qualifikation zu den Olympischen Winterspielen und schaffte konstant Platzierungen in den Punkterängen und feierte in Antholz im Sprint seinen zweiten Weltcupsieg. In der Gesamtwertung des Weltcups belegte er in der Endabrechnung Platz neun. Im letzten Rennen der Saison 2009/10 gewann er in Chanty-Mansijsk gemeinsam mit Magdalena Neuner, Simone Hauswald und Simon Schempp den Weltmeistertitel in der Mixed-Staffel.
Arnd Peiffer nahm an den Olympischen Winterspielen 2010 in Vancouver teil. Im Sprintwettbewerb wurde 37. und hielt diese Position auch in der Verfolgung, der 17. Platz im Massenstart war somit sein bestes Ergebnis. Mit der deutschen Staffel wurde er Fünfter.

### Sprintweltmeister (Saison 2010/11)
In der folgenden Weltcupsaison gehörte Peiffer zu den beständigsten deutschen Startern. Er lief bei jedem Rennen in die Punkteränge, dabei ragten ein zweiter Rang beim Sprint in Oberhof und sein dritter Weltcup-Einzelsieg in Presque Isle ebenfalls im Sprint heraus. Seine gute Form bestätigte er zum Auftakt der Weltmeisterschaften 2011 in Chanty-Mansijsk. In der deutschen Mixed-Staffel, in der mit Henkel, Neuner, Peiffer und Greis die stärksten Biathleten der laufenden Saison aufgeboten waren, übernahm er mehr als zwanzig Sekunden Vorsprung von Magdalena Neuner und verteidigte diese Führung gegen den Zweiten Ole Einar Bjørndalen. Der Schlussläufer Michael Greis verlor zwar die Spitzenposition, dennoch gewann Peiffer mit Silber seine dritte Weltmeisterschaftsmedaille in der gemischten Staffel. Zwei Tage darauf wurde Peiffer Weltmeister im Sprint. Mit der zweitbesten Laufleistung und nur einem Schießfehler hielt er Martin Fourcade in Schach und sicherte sich seinen ersten Weltmeistertitel in einem Individualwettbewerb. In der Verfolgung verpasste er als Vierter eine Medaille nur knapp. Wenige Tage später belegte Peiffer im Einzel den fünfzehnten Rang und erreichte damit sein bis dahin bestes Ergebnis über die lange Einzelstrecke im Weltcup. Mit einem fünften Platz im Saisonabschlussrennen am Holmenkollen sicherte sich Peiffer Platz vier in der Gesamtwertung des Weltcups 2010/11. Er etablierte sich als einer der stärksten Läufer in der Weltklasse und war bester Deutscher des Winters.

### Vierter im Gesamtweltcup (Saison 2011/12)

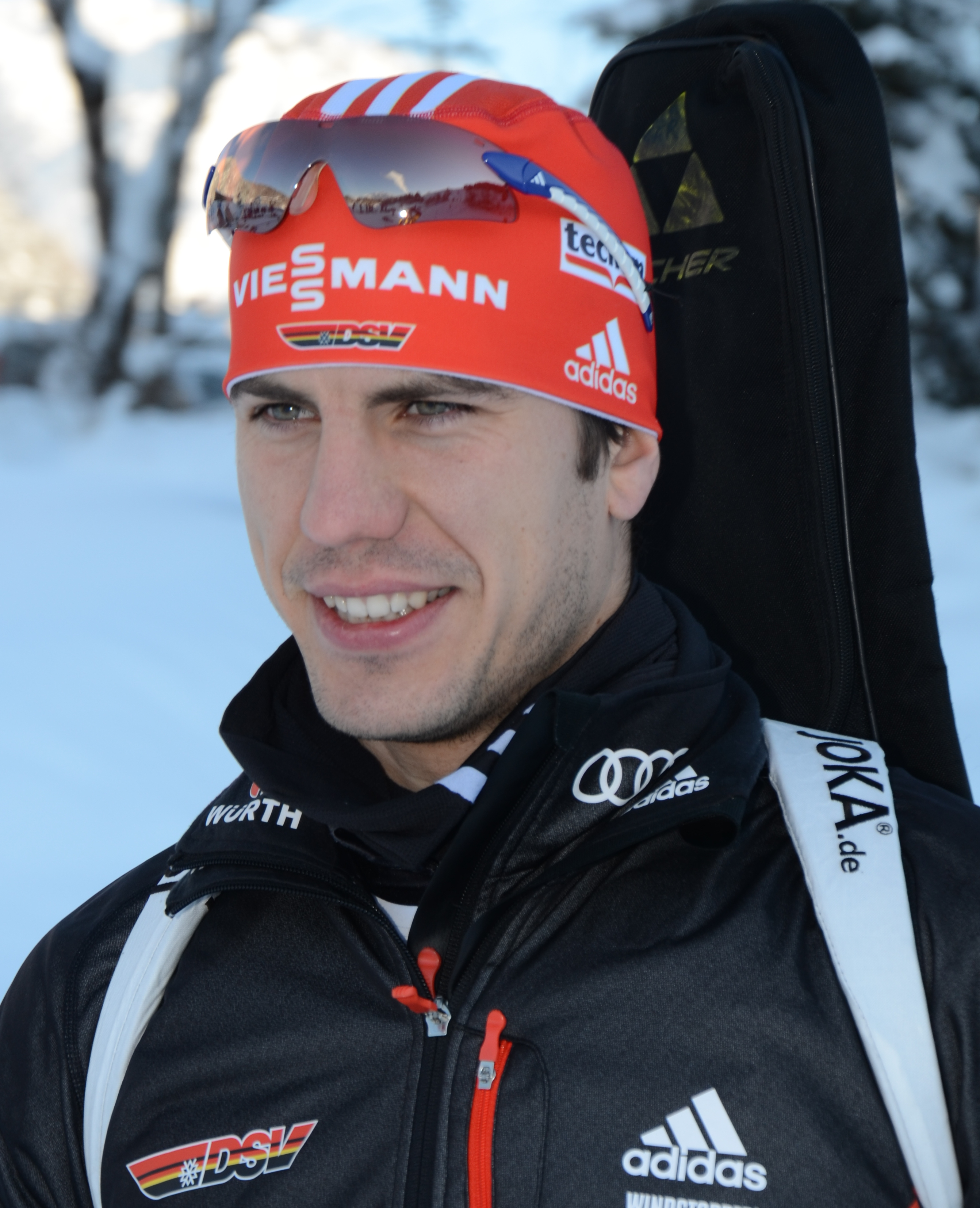
Arnd Peiffer (in Hochfilzen, 2012)

Die Saison 2011/12 begann für Peiffer mit einem 40. Platz in Östersund. Im Sprint und dann in der Verfolgung konnte er sich auf einen 22. Platz verbessern. Die Top Ten konnte er aber erst an der nächsten Weltcupstation erreichen. Nachdem er in Hochfilzen im Sprint 18. wurde, verbesserte er sich in der Verfolgung auf den neunten Platz. Da die Wettkämpfe aufgrund von Schneemangel nicht wie geplant in Annecy stattfinden konnten, wurde erneut in Hochfilzen gestartet. In dem nun angesetzten Sprint wurde er nur 46. und war damit erstmals seit Saisonbeginn 2009/10 außerhalb der Punkteränge. In der Verfolgung konnte er sich dann um 19 Plätze auf den 27. Platz verbessern. Das neue Jahr begann dann wesentlich erfreulicher. Zuerst wurde er mit der Staffel Vierter und konnte damit das Ergebnis aus Hochfilzen um zwei Plätze verbessern, danach setzte er sich im Sprint mit einem Fehler und einer Sekunde Vorsprung gegen Simon Fourcade durch und sicherte sich seinen fünften Weltcupsieg. Bei den sich anschließenden Wettkämpfen in Nové Město erhielt er nach einem vermeintlichen Schießfehler aufgrund einer defekten Scheibe eine Zeitgutschrift von 21 Sekunden und wurde dadurch gemeinsam mit Martin Fourcade Zweiter hinter Anton Schipulin. Nachdem er sich in Antholz noch mit einem 5. Platz im Sprint ein weiteres Top-Ten-Ergebnis gesichert hatte, gelang ihm in Oslo sein zweiter Saisonsieg. Nach einem fehlerfreien Sprint war er nur 0,7 Sekunden hinter Jewgeni Garanitschew, da dieser in der Verfolgung zwei Fehler und Peiffer keinen schoss, gewann Peiffer die Verfolgung mit 31 Sekunden Vorsprung auf Svendsen. Dies war der erste Nicht-Sprint-Sieg für Peiffer.
Nach den Wettkämpfen in Oslo fanden die Weltmeisterschaften in Ruhpolding statt. Dort gewann er zum Auftakt mit Henkel, Neuner und Birnbacher die Bronzemedaille der Mixed-Staffel. Seinen Sprinttitel aus dem Vorjahr konnte er mit drei Schießfehlern nicht verteidigen und er wurde nur 37. In der Verfolgung konnte er sich trotz erneuter drei Fehler um 20 Plätze auf den 17. Rang verbessern. Mit einem siebten Platz im Einzel erreichte er dann erstmals die Top Ten bei diesen Weltmeisterschaften. Mit der Herrenstaffel gewann er seine zweite Bronzemedaille und im Massenstart wurde er zum zweiten Mal Siebter bei diesen Weltmeisterschaften.
Wesentlich erfolgreicher ging es dann in Chanty-Mansijsk weiter, in allen drei Rennen (Sprint, Verfolgung und Massenstart) wurde er Zweiter. Damit beendete er die Saison erneut als Vierter und als zweitbester Deutscher hinter Birnbacher. In der Verfolgungswertung wurde er erstmals Dritter und auch in der Sprint- und Massenstartwertung kam er unter die besten Zehn.

### Kein Podestplatz (Saison 2012/13)
Die folgende Saison begann für Peiffer erfreulich mit einem 11. Platz im Einzel in Östersund. In Sprint und Verfolgung kamen dann noch zwei Top-Ten-Ergebnisse hinzu. In Hochfilzen blieb er dann mit einem 40. Platz im Sprint nur knapp in den Punkten, konnte sich dann aber in der Verfolgung um 15 Plätze verbessern. Bei den anschließenden Wettkämpfen kam er nach drei Schießfehlern im Sprint nur als 73. ins Ziel und verpasste somit erstmals die Verfolgung. Am Massenstart konnte er dank seiner guten Vorleistungen zwar teilnehmen, wurde aber mit drei Fehlern und schlechtester Laufzeit Letzter. In Oberhof konnte er dann mit der Staffel den dritten Platz erreichen und mit einem zwölften Platz im Sprint kam er auch wieder in die Nähe der Top Ten. In Antholz verpasste er mit einem 57. Platz beinahe erneut die Verfolgung, da er dort aber neun Mal daneben schoss, wurde er dort dann Letzter. Da aber sechs Athleten nicht gestartet waren, verbesserte er sich auf den 54. Platz.
Die Weltmeisterschaften in Nové Město endeten für Peiffer erstmals ohne Top-Ten-Ergebnis. Sein bestes Ergebnis war ein 16. Platz im Sprint. Mit der Herrenstaffel konnte er allerdings erneut Bronze gewinnen. Bei den folgenden Wettkämpfen in Oslo konnte er dann zwei weitere Top-Ten-Ergebnisse erreichen und auch beim Weltcupfinale in Chanty-Mansijsk kam er in der Verfolgung erneut unter die besten Zehn. Insgesamt erreichte er so nur den 18. Platz, was sein schlechtestes Ergebnis für eine vollständige Saison war. Nur in seiner ersten Weltcupsaison war er schlechter.

### Zweite Olympische Spiele (Saison 2013/14)

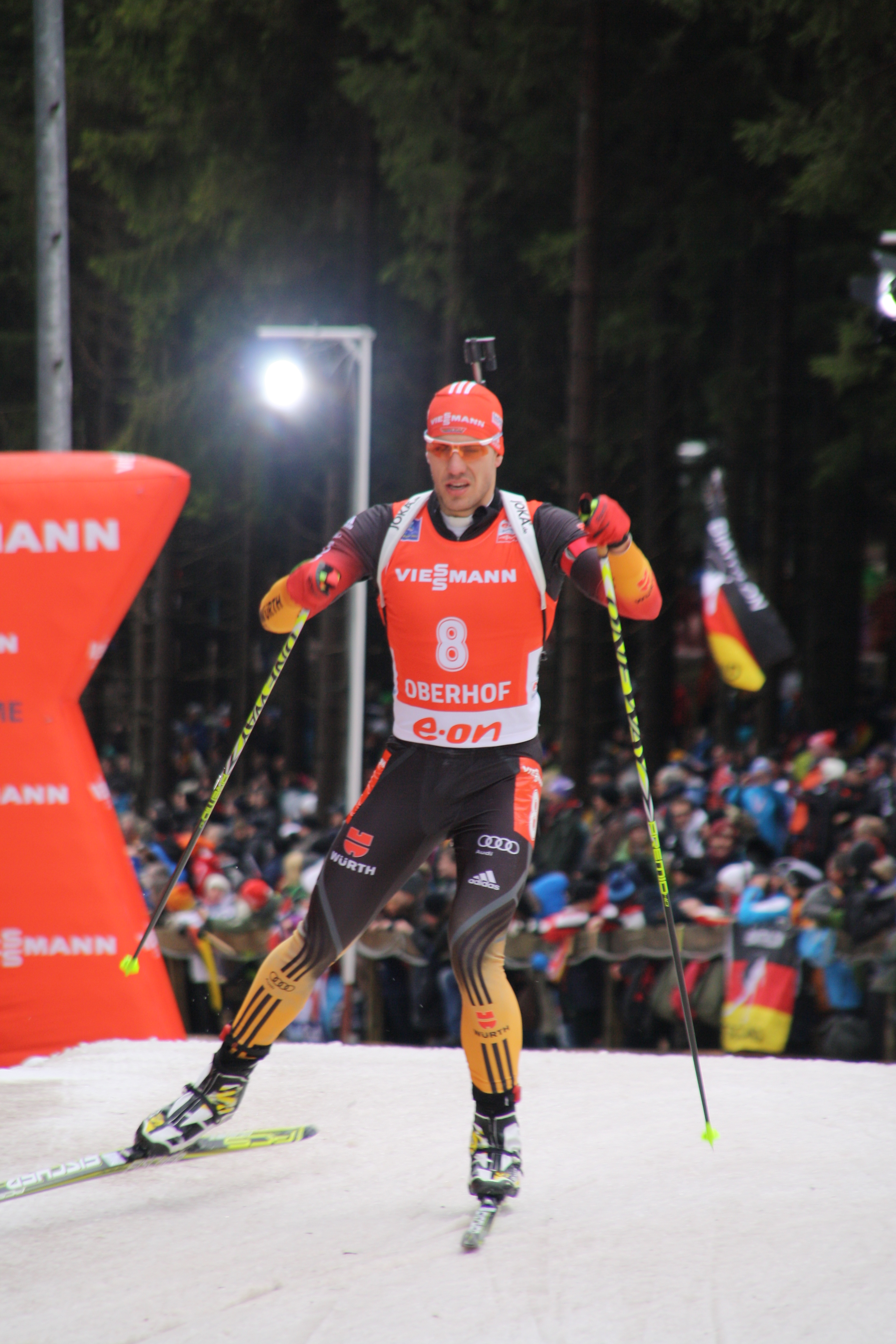
Arnd Peiffer (Verfolgung in Oberhof, 2014)

Die olympische Saison begann mit einem 37. Platz beim Auftakt in Östersund. Mit einem fünften Platz im Sprint hatte er auch eine gute Ausgangsposition für den Verfolger, diese konnte er dann aber nicht nutzen, da der Verfolger aufgrund starker Winde ersatzlos entfiel. In Hochfilzen wurde er dann in Sprint und Verfolgung Elfter. In Annecy wurde er zusammen mit Erik Lesser, Andreas Birnbacher und Simon Schempp hinter Russland Zweiter mit der Staffel. Da Alexander Loginow nachträglich disqualifiziert wurde, gewann Deutschland dieses Staffelrennen im Nachhinein. In den Einzelwettkämpfen lief es mit Plätzen um die 40er nicht so gut.
Das neue Jahr begann mit einem achten Platz in Oberhof, welcher in der Verfolgung allerdings nicht verteidigt werden konnte. Dafür kam er in Antholz, dank fehlerlosem Schießen, nach einer Saison ohne Podestplatz als Dritter im Sprint ins Ziel. Gewonnen hatten Lukas Hofer und Simon Schempp, welche zeitgleich das Ziel erreicht hatten, Peiffer hatte einen Rückstand von 4,3 Sekunden auf die beiden Sieger. In der Verfolgung verlor er mit drei Fehlern zwei Plätze und wurde Fünfter.
Bei den Olympischen Winterspielen 2014 in Sotschi gewann Peiffer mit der deutschen Staffel die Silbermedaille. Dafür wurde er am 8. Mai 2014 von Bundespräsident Joachim Gauck mit dem Silbernen Lorbeerblatt ausgezeichnet. In den Einzelwettkämpfen verfehlte er jedoch die Top Ten deutlich; sein bestes Ergebnis war ein 18. Platz im Massenstart. Am Schlusstag konnte er am 50-km-Langlauf teilnehmen und belegte hier den 40. Platz unter 64 Startern.
Nach diesen wenig erfreulichen Ergebnissen ging der Weltcup in Pokljuka mit einem dritten Platz im Sprint weiter. Das Ergebnis dieses Sprints war dabei äußert eng, die ersten vier Athleten kamen innerhalb von drei Sekunden ins Ziel. Nach sechs Fehlern wurde Peiffer in der Verfolgung dann nur 19. und auch im Massenstart reichte es nur für einen 16. Platz. Auch in Kontiolahti erreichte er mit einem dritten Platz das Sprintpodest. Die Saison beendete er mit zwei Top-Ten-Plätzen in Oslo. Damit kam Peiffer wieder unter die besten zehn Athleten der Welt und wurde 7. in der Gesamtwertung. Damit war er auch bester Deutscher. In der Sprintwertung und wurde ohne Sieg Zweiter.

### Nacholympische Saison (Saison 2014/15)
In die Saison startete Peiffer ohne Top-Ten-Ergebnis. In Pokljuka verpasste er zum zweiten Mal einen Verfolger und auch an den ersten beiden Massenstarts der Saison konnte er aufgrund schlechter Leistungen nicht teilnehmen. In Ruhpolding wandelte es sich dann zum Besseren. Mit einem Fehler konnte er sich den dritten Platz im Sprint sichern und qualifizierte sich damit auch für den Massenstart, in dem er Neunter wurde. In Antholz erreichte er dann einen zehnten und einen elften Platz und in Nové Město kamen noch zwei neunte Plätze dazu. In Oslo standen dann die letzten Rennen vor den Weltmeisterschaften an. Dort wurde er im Einzel zunächst 25. Im Sprint setzte er sich nach fehlerfreiem Schießen gegen den ebenfalls fehlerfrei gebliebenen Martin Fourcade durch und gewann nach drei Jahren erstmals wieder ein Rennen. Zuletzt hatte er die Verfolgung an eben diesem Ort gewonnen. Diese gute Generalprobe wurde noch durch einen zweiten Platz mit der Staffel unterstützt.
Die Weltmeisterschaften fanden in diesem Jahr in Kontiolahti statt. Für Peiffer waren sie mit einem 14. Platz als bestes Ergebnis allerdings in den Einzeldisziplinen nur wenig erfolgreicher als die zwei Jahre zuvor. Mit Lesser, Böhm und Schempp konnte sich die deutsche Staffel durchsetzen und wurde Staffelweltmeister. Beim Weltcupfinale in Chanty-Mansijsk kamen dann noch zwei sechste und ein siebter Platz hinzu. Aufgrund des schlechten Saisonstartes reichte es dennoch nur für Platz 13 der Gesamtwertung. In der Einzelwertung des Sprints erreichte er mit dem achten Platz immerhin noch eine Top-Ten-Platzierung.

### Sturz in Presque Isle (Saison 2015/16)
Für Peiffer begann die folgende Saison wechselhaft. Beim Auftaktrennen in Östersund wurde er nur 51. im Einzel. Im Sprint konnte er sich dann aber den zweiten Platz hinter Martin Fourcade mit einem Rückstand von 51 Sekunden sichern. Dank gutem Schießen konnte er diesen dann auch in der Verfolgung verteidigen. Die Rennen in Hochfilzen musste er krankheitsbedingt auslassen. In Pokljuka kam er dann aber nicht über einen dreizehnten Platz hinaus. Auch das neue Jahr begann zunächst ohne weitere Top-Ten-Platzierung. Im zweiten Massenstart der Saison reichte es dann aber zum fünften Platz. Bei den Wettkämpfen in Antholz kamen ein fünfter Platz in der Verfolgung und ein neunter Platz im Sprint zu den Top-Ten-Ergebnissen Peiffers hinzu. Nach den Wettkämpfen in Antholz wurden nach fünf Jahren wieder Wettkämpfe in Nordamerika ausgetragen. Diese begannen für Peiffer mit einem elften Platz im Sprint in Canmore. Bei schwierigen Windverhältnissen konnte Peiffer sich dann mit vier Fehlern noch den neunten Platz sichern. Mit Franziska Hildebrand, Franziska Preuß und Simon Schempp trat er im Mixed-Staffel-Wettbewerb an. Diesen konnte die deutsche Staffel mit über einer Minute Vorsprung für sich entscheiden. Anschließend fanden die Wettkämpfe in Presque Isle statt. Dort wurde Peiffer im Sprint Elfter; bei der anschließenden Verfolgung stürzte er allerdings auf der Schlussrunde und zog sich eine schwere Gehirnerschütterung zu.
Nach diesem abrupten Ende der Nordamerikawettkämpfe ging es für Peiffer bei den Weltmeisterschaften in Oslo weiter. Diese begannen mit einer Silbermedaille im Mixed-Staffelwettbewerb erfolgversprechend. Die deutsche Staffel ging in gleicher Besetzung wie in Canmore an den Start. Mit einem 7. Platz im Sprint erreichte er nach drei Jahren ohne Top-Ten-Ergebnis bei einem Großereignis erstmals wieder die Top Ten. Mit drei Fehlern reichte es in der Verfolgung dann aber nur noch zum dreizehnten Platz. Mit der Herrenstaffel konnte er dann seine zweite Silbermedaille dieser Weltmeisterschaften gewinnen. Mit einem fünften Platz im Massenstart beendete Peiffer diese dann.
Beim Weltcupfinale in Chanty-Mansijsk konnte er mit einem dritten Platz im Sprint noch einen Podestplatz erzielen. In der Gesamtwertung reichte es für den elften Platz. In der Sprintwertung erreichte er den vierten Platz und in der Einzelwertung blieb er erstmals ohne Platzierung, da er dort kein Ergebnis in den Punkten erreicht hatte.

### Mixed-Staffel-Weltmeister (Saison 2016/17)
Die Saison 2016/17 begann für Peiffer zunächst mit einem zweiten Platz im Mixed-Staffel-Wettbewerb. Anschließend wurde er im Einzel 32. Im Sprint gelang ihm dann im zweiten Rennen der Saison sein erster Podestplatz. Er wurde mit einem Fehlschuss Dritter, in der Verfolgung rutschte er um einen Platz nach hinten und wurde Vierter. Die restlichen Wettkämpfe des Jahres beendete er in den Punkten, aber ohne Top-Ten-Platzierung. Das neue Jahr begann mit zwei Fehlern und einem 15. Platz im Sprint in Oberhof. Mit einer guten Verfolgung konnte er sich dann auf den zweiten Platz vorarbeiten. Mit einem vierten und einem fünften Platz in Ruhpolding schloss er an diese guten Ergebnisse an. Mit einem neunten Platz im Einzel in Antholz kam er dort noch einmal unter die besten Zehn. Zusammen mit Erik Lesser, Benedikt Doll und Simon Schempp konnte sich die deutsche Staffel mit 2,2 Sekunden Vorsprung gegen Frankreich durchsetzen und gewann das Rennen. Das letzte Rennen vor den Weltmeisterschaften, den Massenstart, beendete er allerdings nur als 21.
Die Weltmeisterschaften in Hochfilzen begannen mit einem Sieg. Zusammen mit Vanessa Hinz, Laura Dahlmeier und Simon Schempp wurde Arnd Peiffer Mixed-Staffel-Weltmeister. In den Einzelwettkämpfen kam er dann aber nicht über einen zehnten Platz hinaus und die Herrenstaffel verpasste mit einem vierten Platz knapp eine Medaille.
Bei den Testwettkämpfen für die Olympischen Winterspiele in Pyeongchang kam er in keinem Rennen unter die besten 20 Athleten. Zurück in Europa wurde er im Sprint in Kontiolahti Fünfter, mit 22 Sekunden Rückstand auf den führenden Martin Fourcade. Mit einem fehlerfreien Schießen konnte er sich dann in der Verfolgung im Schlusssprint gegen Simon Eder und Emil Hegle Svendsen durchsetzen und gewann das Rennen. Beim Weltcupfinale in Oslo konnte er im Massenstart erneut einen fünften Platz erreichen. Nach zwei Jahren Pause kam er wieder unter die besten Zehn der Welt. Peiffer wurde Vierter der Gesamtwertung und bester Deutscher. Auch in der Sprintwertung wurde er Vierter, in der Verfolgungswertung sogar Dritter.

### Dritte Olympische Spiele (Saison 2017/18)

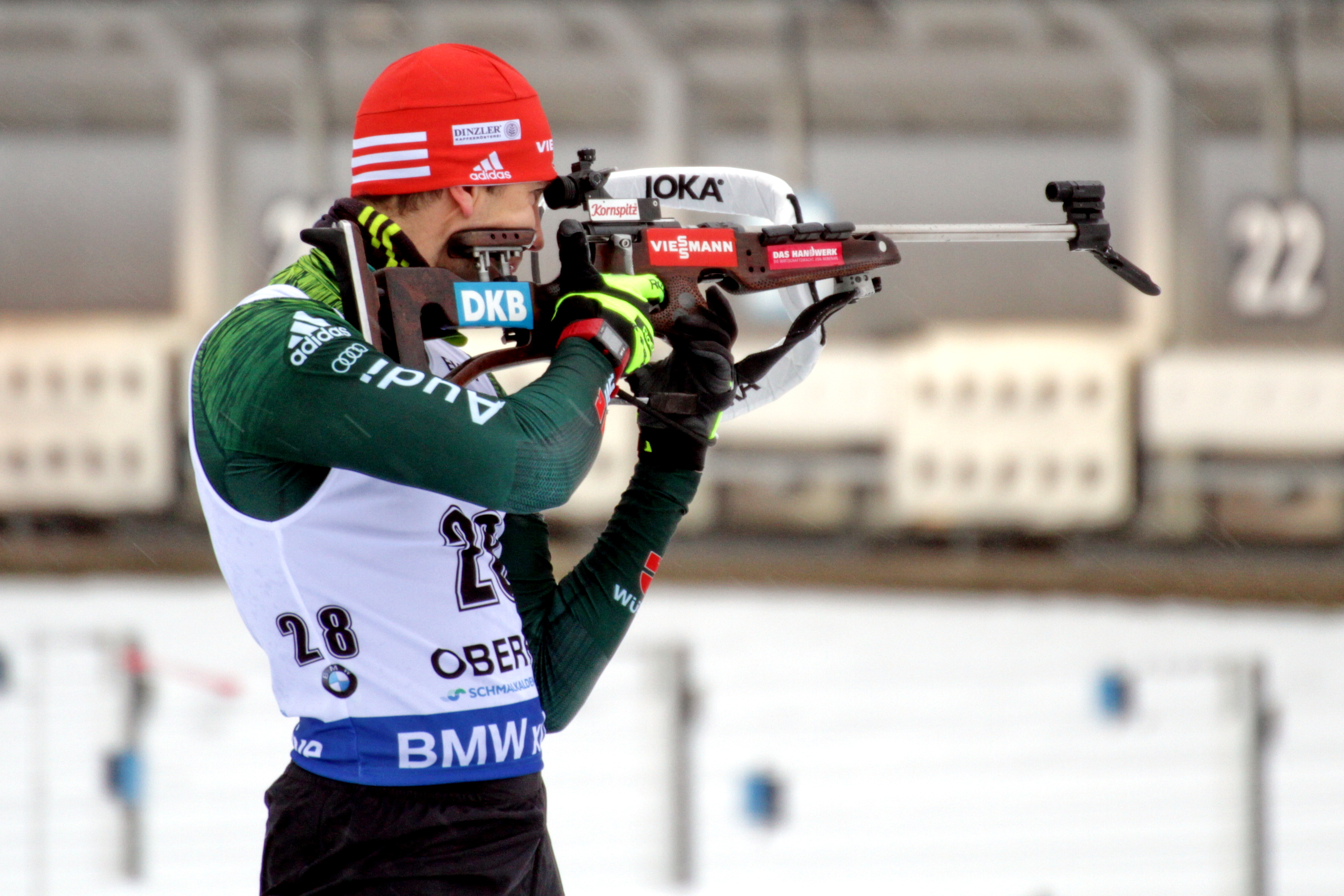
Arnd Peiffer (Sprint in Oberhof, 2018)

Die olympische Saison begann mit einem 29. Platz im Einzel in Östersund. Auch im Sprint und in der Verfolgung schaffte er es dieses Mal nicht unter die Top Ten. Dies gelang ihm darauf in Hochfilzen, mit einem sechsten Platz im Sprint. Dies konnte er in der Verfolgung aber nicht halten und wurde dort 13. In Annecy wurde er im Sprint zunächst nur 22., verbesserte sich dann in der Verfolgung um elf Plätze auf Platz elf und wurde im Massenstart Sechster. Das neue Jahr begann für Peiffer in Oberhof knapp außerhalb der Top Ten. Nach einem siebten Platz im Massenstart in Ruhpolding, gelang in Antholz der erste Podestplatz der Saison. Mit einem fehlerfreien Schießen wurde er Dritter. Im Massenstart reichte es dann aber nur für Platz 19.
Bei den Olympischen Winterspielen 2018 in Pyeongchang gewann Peiffer die Goldmedaille im Sprint sowie die Bronzemedaille mit der Staffel. In der Verfolgung wurde er Achter, im Einzel 21. und im Massenstart 13. Dies waren seine erfolgreichsten Olympischen Spiele.
Nach den Olympischen Spielen blieb er für die restlichen sieben Rennen immer in den Top Ten. Damit wurde er, wie im Vorjahr, Vierter der Welt und bester Deutscher. In der Sprintwertung wurde er zum zweiten Mal Dritter, in der Verfolgungswertung Fünfter und in der Massenstartwertung Siebter.

### Einzelweltmeister (Saison 2018/19)
Aufgrund der diesjährigen in Östersund stattfindenden Weltmeisterschaften fand der Saisonauftakt in Pokljuka statt. Dieser war für Peiffer aber wenig erfolgreich. Im Einzel reichte es nur für den 52. Platz. In der Verfolgung wurde er dann 25., nachdem er im Sprint auf Rang 30 ins Ziel gekommen war. Die zweite Station in Hochfilzen war dann, wie meistens, erfolgreicher. Im Sprint wurde er Fünfter und konnte sich dann in der Verfolgung auf den zweiten Platz verbessern. Die Wettkämpfe in Nové Město begann mit einem 17. Platz im Sprint zunächst schlechter, auch in der Verfolgung war für Peiffer nur eine Verbesserung um einen Platz, auf Platz 16 möglich. Beim Massenstartrennen konnte er dann aber als Vierter die Ziellinie überqueren. Im neuen Jahre startete er in Oberhof mit einem fünften Platz im Sprint, den er erneut in der Verfolgung zu einem zweiten Platz verbessern konnte. In Ruhpolding hat es nach zwei Fehlern im Sprint nur noch zum 22. Platz gereicht. Im Massenstart wurde Peiffer dann aber Siebter. Die Wettkämpfe in Antholz begannen mit einem neunten Platz im Sprint und einem sechsten Platz in der Verfolgung. Im Massenstart musste er sich dann nur Quentin Fillon Maillet und Johannes Thingnes Bø geschlagen geben. Nach diesen Wettbewerben fanden, nach zwei Jahren Pause, wieder Rennen in Nordamerika statt. Dort nahm aber nur an einem Rennen Canmore teil, die anderen wurden aufgrund von Kälte abgesagt. Bei den Wettkämpfen in Midway nahm er gar nicht teil. Bei dem Rennen, an dem er teilnahm, handelte es sich um das verkürzte Einzel, welches erstmals aufgrund der Kälte im Weltcup durchgeführt wurde. Peiffer wurde dort 13.
Bei den Weltmeisterschaften in Östersund gewann er in der Mixed-Staffel zusammen mit Denise Herrmann, Vanessa Hinz und Benedikt Doll die Silbermedaille. Im weiteren WM-Verlauf wurde er im Einzel über 20 Kilometer Weltmeister und gewann eine weitere Silbermedaille bei der Herrenstaffel. Der Sieg im Einzel war sein erstes Podest im Einzel überhaupt. Im Sprint wurde er 9. und der Verfolgung 13. Zum Abschluss der Weltmeisterschaften wurde er im Massenstart nochmal Sechster.
Beim Weltcupfinale in Oslo konnte er nach einem achten Platz im Sprint noch zwei Podestplätze erreichen. In der Verfolgung wurde er Dritter und im Massenstart Zweiter. In der Gesamtwertung wurde er Vierter und damit erneut bester deutscher. Im Einzel erreichte er mit einem vierten Platz und im Massenstart mit einem zweiten Platz seine besten Ergebnisse in diesen Disziplinen. In der Sprintwertung reichte es nur zum zehnten Platz und in der Verfolgungswertung wurde er Sechster.

### Zehnte Weltmeisterschaften (Saison 2019/20)

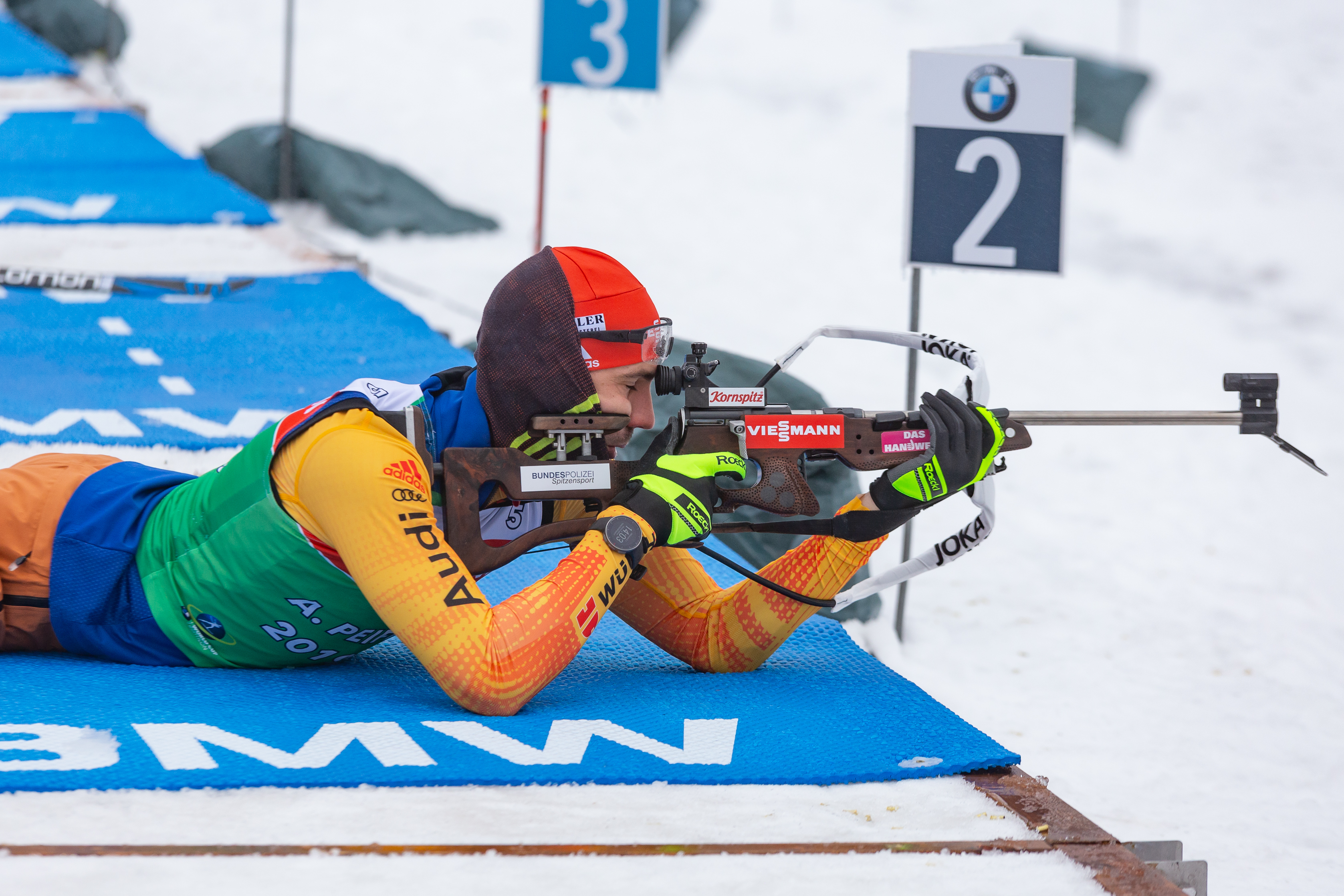
Arnd Peiffer (Schießen in Oberhof, 2020)

Die Saison 2019/20 begann für Peiffer wenig erfreulich. Zuerst war er krank und musste den Start in der Mixedstaffel und im Sprint absagen. Im Einzel ging er dann an den Start, stürzte aber in der dritten Runde und zog sich eine Platzwunde zu.
In Hochfilzen startete er dann richtig in den Weltcup. Im Sprint wurde er 24. und verbesserte sich in der Verfolgung auf den 13. Platz. In Annecy reichte es dann erstmal für die Top Ten. Nach einem 21. Rang im Sprint verbesserte er sich in der Verfolgung auf Platz neun und im Massenstart kam mit einem Rückstand von fast zwei Minuten als Siebter ins Ziel. Das neue Jahr begann in Oberhof mit dem zweiten siebten Platz der Saison. Im Massenstart musste er sich dann nur Martin Fourcade geschlagen geben und gewann den Schlussspurt gegen Simon Desthieux. In Ruhpolding und in Pokljuka kam er dann nicht über einen 13. Platz hinaus.
Bei den Weltmeisterschaften in Antholz gewann er mit der deutschen Staffel die Bronzemedaille.

### Karriereende
Am 16. März 2021 gab Arnd Peiffer sein Karriereende bekannt.
Nach der Karriere ist Peiffer weiterhin bei der Bundespolizei tätig. Er begleitet im Wechsel mit dem ehemaligen Biathleten Erik Lesser die Biathlon-Weltcups als Experte der ARD-Sportschau. 2024 wurde er in die Ehrengalerie des niedersächsischen Sports aufgenommen.

## Statistik

### Weltcupsiege
Alle Siege bei Biathlon-Weltcups, getrennt aufgelistet nach Einzel- und Staffelrennen.
| Nr. | Datum         | Ort                  | Disziplin   |
| --- | ------------- | -------------------- | ----------- |
| 1.  | 26. März 2009 | Chanty-Mansijsk      | Sprint      |
| 2.  | 23. Jan. 2010 | Antholz              | Sprint      |
| 3.  | 4. Feb. 2011  | Presque Isle         | Sprint      |
| 4.  | 5. März 2011  | Chanty-Mansijsk (WM) | Sprint      |
| 5.  | 7. Jan. 2012  | Oberhof              | Sprint      |
| 6.  | 4. Feb. 2012  | Oslo                 | Verfolgung  |
| 7.  | 14. Feb. 2015 | Oslo                 | Sprint      |
| 8.  | 11. März 2017 | Kontiolahti          | Verfolgung  |
| 9.  | 13. März 2019 | Östersund (WM)       | Einzel      |
| 10. | 20. Dez. 2020 | Hochfilzen           | Massenstart |

| Nr. | Datum         | Ort                  | Disziplin       |
| --- | ------------- | -------------------- | --------------- |
| 1.  | 28. März 2010 | Chanty-Mansijsk (WM) | Mixed-Staffel 1 |
| 2.  | 5. Jan. 2011  | Oberhof              | Herrenstaffel 2 |
| 3.  | 23. Jan. 2011 | Antholz              | Herrenstaffel 3 |
| 4.  | 13. Dez. 2013 | Le Grand-Bornand     | Herrenstaffel 4 |
| 5.  | 14. März 2015 | Kontiolahti (WM)     | Herrenstaffel 5 |
| 6.  | 7. Feb. 2016  | Canmore              | Mixed-Staffel 6 |
| 7.  | 21. Jan. 2017 | Antholz              | Herrenstaffel 7 |
| 8.  | 9. Feb. 2017  | Hochfilzen (WM)      | Mixed-Staffel 8 |
| 9.  | 5. März 2021  | Nové Město na Moravě | Herrenstaffel 9 |

### Biathlon-Weltcup-Platzierungen
Die Tabelle zeigt alle Platzierungen (je nach Austragungsjahr einschließlich Olympische Spiele und Weltmeisterschaften).
- 1.–3. Platz: Anzahl der Podiumsplatzierungen
- Top 10: Anzahl der Platzierungen unter den ersten zehn (einschließlich Podium)
- Punkteränge: Anzahl der Platzierungen innerhalb der Punkteränge (einschließlich Podium und Top 10)
- Starts: Anzahl gelaufener Rennen in der jeweiligen Disziplin
- Staffel: inklusive Mixed- und Single-Mixed-Staffeln

| Platzierung | Einzel | Sprint | Verfolgung | Massenstart | Staffel | Gesamt |
| ----------- | ------ | ------ | ---------- | ----------- | ------- | ------ |
| 1. Platz    | 1      | 6      | 2          | 1           | 9       | 19     |
| 2. Platz    | 1      | 5      | 7          | 4           | 18      | 35     |
| 3. Platz    |        | 9      | 1          | 2           | 17      | 29     |
| Top 10      | 5      | 52     | 37         | 31          | 73      | 198    |
| Punkteränge | 28     | 102    | 80         | 52          | 73      | 335    |
| Starts      | 35     | 110    | 85         | 52          | 73      | 355    |

### Olympische Winterspiele
Ergebnisse bei Olympischen Winterspielen:
| Olympische Winterspiele | Olympische Winterspiele | Einzel | Sprint | Verfolgung | Massenstart | Staffel | Mixedstaffel |
| Jahr                    | Ort                     | Einzel | Sprint | Verfolgung | Massenstart | Staffel | Mixedstaffel |
| ----------------------- | ----------------------- | ------ | ------ | ---------- | ----------- | ------- | ------------ |
| 2010                    | Vancouver               | –      | 37.    | 37.        | 17.         | 5.      | –            |
| 2014                    | Sotschi                 | –      | 34.    | 19.        | 18.         | 2.      | –            |
| 2018                    | Pyeongchang             | 21.    | 1.     | 8.         | 13.         | 3.      | 4.           |

### Weltmeisterschaften
Ergebnisse bei den Weltmeisterschaften:
| Weltmeisterschaften | Weltmeisterschaften | Einzel | Sprint | Verfolgung | Massenstart | Staffel | Mixedstaffel | Single-Mixedstaffel |
| Jahr                | Ort                 | Einzel | Sprint | Verfolgung | Massenstart | Staffel | Mixedstaffel | Single-Mixedstaffel |
| ------------------- | ------------------- | ------ | ------ | ---------- | ----------- | ------- | ------------ | ------------------- |
| 2009                | Pyeongchang         | –      | –      | –          | –           | 3.      | 3.           |                     |
| 2010                | Chanty-Mansijsk     |        |        |            |             |         | 1.           |                     |
| 2011                | Chanty-Mansijsk     | 15.    | 1.     | 4.         | 8.          | 7.      | 2.           |                     |
| 2012                | Ruhpolding          | 7.     | 37.    | 17.        | 7.          | 3.      | 3.           |                     |
| 2013                | Nové Město          | 28.    | 16.    | 21.        | 23.         | 3.      | –            |                     |
| 2015                | Kontiolahti         | 22.    | 30.    | 14.        | 22.         | 1.      | –            |                     |
| 2016                | Oslo                | –      | 7.     | 13.        | 5.          | 2.      | 2.           |                     |
| 2017                | Hochfilzen          | 34.    | 12.    | 19.        | 10.         | 4.      | 1.           |                     |
| 2019                | Östersund           | 1.     | 9.     | 13.        | 6.          | 2.      | 2.           | –                   |
| 2020                | Antholz             | 50.    | 7.     | 5.         | 21.         | 3.      | 4.           | –                   |
| 2021                | Pokljuka            | 2.     | 36.    | 20.        | 12.         | 7.      | 7.           | –                   |

### Juniorenweltmeisterschaften
Ergebnisse bei den Juniorenweltmeisterschaften:
| Weltmeisterschaften | Weltmeisterschaften | Einzel | Sprint | Verfolgung | Staffel |
| Jahr                | Ort                 | Einzel | Sprint | Verfolgung | Staffel |
| ------------------- | ------------------- | ------ | ------ | ---------- | ------- |
| 2008                | Ruhpolding          | –      | 3.     | 7.         | 3.      |

## Auszeichnungen
- 2011: Niedersächsische Sportmedaille
- 2009, 2010, 2011, 2015, 2018, 2019: Niedersachsens Sportler des Jahres

## Sonstiges
Seit September 2019 veröffentlicht er zusammen mit Erik Lesser den Podcast „Das Biathlon Doppelzimmer“.
Peiffer ist weitläufig mit der kanadischen Biathletin Benita Peiffer verwandt.